# ماكسيم مرفيكا
ماكسيم مرفيكا (بالكرواتية:Maksim Mrvica وتقرأ ماكسيم ميرفيتسا) (ولد في 3 مايو 1975) هو عازف بيانو مشهور من كرواتيا. وفي عام 2003 أصدر ماكسيم أول ألبوم له بعنوان «عازف البيانو».

## التاريخ
أخذ مرفيكا دروس في البيانو منذ أن كان عمره 9 سنوات وقدم أول حفلاته العامة في نفس العام.بعد ذلك بثلاث سنوات قدم أول حفلة وكانت كونشيرتو بيانو في مقام سى كبير من أعمال جوزيف هايدن. عندما إندلعت الحرب في عام 1991 قرر كلاً من مرفيكا ومعلمه بأن ذلك لن يعطل دراسته للموسيقى، وبالرغم من الحرب والاضطرابات المحيطة قدم مرفيكا على أول مسابقة له وكانت المسابقة الكبرى في زغرب عام 2001.